# NA Hussein Dey
Nasr Athlétique de Hussein Dey (în arabă نصر حسين داي), cunoscut sub numele de NA Hussein Dey sau pe scurt NAHD, este un club de fotbal din Algeria, în districtul Hussein Dey. Clubul a fost fondat în 1947, iar culorile sale sunt roșu și galben. 

## Legături externe
- Profilul clubului
- NA Hussein.Dey NA Hussein Dey pe Facebook